# NGC 3055
NGC 3055 је спирална галаксија у сазвежђу Секстант која се налази на NGC листи објеката дубоког неба.
Деклинација објекта је + 4° 16' 10" а ректасцензија 9h 55m 17,8s. Привидна величина (магнитуда) објекта NGC 3055 износи 11,9 а фотографска магнитуда 12,6. Налази се на удаљености од 26,9000 милиона парсека од Сунца. NGC 3055 је још познат и под ознакама UGC 5328, MCG 1-25-34, CGCG 35-87, IRAS 09526+0430, PGC 28617.